# Małgorzata Halber
Małgorzata Halber (ur. 2 lutego 1979 w Falenicy) – polska pisarka, rysowniczka, dziennikarka.

## Życiorys
Była prezenterką Telewizji Polskiej (w programach 5-10-15 i Twoja Lista Przebojów), Polsatu (gdzie prowadziła program Halo!gramy), Rozgłośni Harcerskiej i w latach 2000–2011 stacji Viva Polska.
Była wokalistką i basistką alternatywnego zespołu Wyjebani w dobrej wierze.
W 2012 roku stworzyła Bohatera – rysunkową postać, która opowiada o swoich lękach, uczuciach, czasem podsumowując aktualną sytuację polityczno-społeczną.

## Książki
W 2015 opublikowała powieść „Najgorszy człowiek na świecie” (wyd. Znak). Książka ta znalazła się w finale nagrody „Bestsellery Empiku”, jako jedna z pięciu najlepiej sprzedających się pozycji w tej sieci w 2015, w kategorii literatura polska i zwyciężyła w plebiscycie czytelników portalu Lubimyczytać.pl w kategorii literatura piękna. Poświęcona walce z nałogiem alkoholowym powieść z wątkami autobiograficznymi spotkała się z pozytywnym oddźwiękiem w mediach. W 2018 ukazało się drugie wydanie książki z ilustracjami autorki. W 2016 „Najgorszy człowiek na świecie” został wystawiony na scenie kameralnej Teatru im. Wojciecha Bogusławskiego w Kaliszu przez Annę Smolar.
W 2015 wydała komiks Kołonotatnik z Bohaterem (wydawnictwo Znak).
W 2020 została wydana rozmowa Małgorzaty Halber i Olgi Drendy Książka o miłości (wydawnictwo Znak).
W 2024 nakładem Wydawnictwa Cyranka została wydana książka Hałas.

## Życie prywatne
Małgorzata Halber jest córką dziennikarza Adama Halbera. W 2021 wyszła za mąż. Zmaga się z uzależnieniem od alkoholu i depresją, leczy się w szpitalu psychiatrycznym, o czym otwarcie informuje.